# Gelora Joko Samudrostadion
Het Gelora Joko Samudrostadion is een multifunctioneel stadion in Kebomas, een plaats in Gresik in de provincie Oost-Java in Indonesië. 
Het stadion wordt vooral gebruikt voor voetbalwedstrijden, de voetbalclub FC Gresik United maakt gebruik van dit stadion. Er werd ook gebruik van gemaakt op het Zuidoost-Aziatisch kampioenschap voetbal onder 16 van 2018 en het Zuidoost-Aziatisch kampioenschap voetbal onder 19 van 2018. In het stadion is plaats voor 40.000 toeschouwers. Het stadion werd geopend in 2017.